# Vieux japonais oriental
Le vieux japonais oriental (aussi appelé ancien japonais de l'Est, souvent abrégé EOJ, en japonais : 上代東国の方言) est un groupe hétérogène de variétés du vieux japonais historiquement parlées à l'Est du Japon.

## Classification
Le vieux japonais oriental constitue une branche du sous-groupe japonais des langues japoniques (insulaires), avec les autres variétés du vieux japonais, qui descendent toutes du proto-japonais (séparé du proto-ryūkyū suivant la classification utilisée par Kupchik (2011)).

## Attestations
Le vieux japonais oriental est principalement attesté grâce à des poèmes recueillis dans plusieurs anthologies rédigées au cours du VIIIe siècle, :
- le Man'yōshū (万葉集), dans les quatorzième et vingtième tomes, ainsi que quelques poèmes du tome seize ;
- le Kokin wakashū (古今和歌集), dont un poème est écrit dans cette variété (rédigé durant la période de Heian) ;
- le Fudoki (風土記) ;
- l'Azuma (asobi) uta (東遊び歌) ;
- et le Sakimori uta.

Cependant, celui-ci est écrit avec l'orthographe du vieux japonais occidental,. Tout ceci donnerait un total de 242 poèmes courts et 1 poème long selon Alexander Vovin (2014).

## Répartition géographique
Cette variété s'oppose géographiquement au vieux japonais occidental et au vieux japonais de Kyūshū,. Elle est parlée à l'Est de Nara, la capitale du Japon durant la période de même nom, approximativement dans les actuels Kantō, Chūbu et Tōhoku (alors désignées collectivement sous le nom d'Azuma),.

### Variétés
Le vieux japonais oriental n'était pas une variété unifiée mais un ensemble de dialectes différents. Leur démarcation diffère suivant les auteurs.
Par exemple, Bjarke Frellesvig (2010) distingue trois dialectes :
- le vieux japonais oriental du Nord, parlé dans les provinces de Kazusa, Mutsu et Shimotsuke ;
- le vieux japonais oriental central, parlé dans les provinces de Hitachi, Kōzuke, Musashi, Sagami et Shimōsa ;
- et le vieux japonais oriental du Sud, parlé dans les provinces de Shinano, Suruga et Tōtōmi.

Il note que ces dialectes forment un continuum avec les variétés du vieux japonais de Nara, avec le vieux japonais oriental du Nord qui constitue la variété la plus divergente.
Toutefois, la majorité des chants et poèmes ne possèdent pas d'information sur leur provenance.
De son côté, John R. Kupchik (2023) utilise une terminologie différente. Selon lui, le vieux japonais d'Azuma se compose du vieux japonais oriental (au sens strict) et du vieux japonais de Töpo-Suruga. Celui-ci remarque des différences dans l'orthographe des deux variétés.
De plus, il sépare les dialectes de la province de Shinano du fait de l'absence d'innovations partagées avec le vieux japonais de Töpo-Suruga et le vieux japonais oriental au sens strict. Ainsi, il classifie ces dialectes comme « vieux japonais central ». Il remarque également l'absence d'emprunts aïnous attestés.

## Typologie
Le vieux japonais oriental est une langue SOV avec une structure comprenant un modificateur en tête de phrase, bien qu'il existe des exceptions. Il existe de nombreux suffixes, mais contrairement à la plupart des langues SOV, il y a aussi des préfixes.
Sa morphologie est principalement agglutinante, mais des portemanteaux existent également.

## Phonologie
La structure phonotaxique du vieux japonais oriental est strictement « (C)V », sans consonnes géminées ni voyelles longues. Généralement, les séquences de voyelles se contractent plutôt qu'elles ne fusionnent. Le système accentuel est inconnu.
Il existe une correspondance entre le vieux japonais occidental \i\ et \u\ et le vieux japonais oriental \(j)e\ et \o\ respectivement, ce qui est confirmé par la comparaison de trois dialectes japonais, ainsi que des langues ryūkyū. Ainsi, le système vocalique vieux-japonais oriental aurait été plus proche de celui du proto-japonique que celui du vieux japonais occidental.

## Lexique
Le lexique vieux-japonais oriental est principalement hérité des langues japoniques. Toutefois, il est également composé d'emprunts coréaniques, aïnous et seulement quelques uns d'origine chinoise.

### Lexique d'origine japonique
| Français | Vieux japonais oriental |
| -------- | ----------------------- |
| fille    | kwo                     |
| montagne | yama                    |
| fleur    | pana                    |
| mot      | kötö                    |
| père     | titi                    |
| mère     | papa                    |
| personne | pyitö                   |
| rivière  | kapa                    |
| voyage   | ta[n]pyi                |
| déité    | kamyi                   |
| pic      | ne                      |
| corde    | pyimo                   |

D'autres mots sont proches de formes japoniques apparus dans des périodes plus tardives :
| Français    | Vieux japonais oriental | Vieux japonais occidental | Moyen japonais | Japonais |
| ----------- | ----------------------- | ------------------------- | -------------- | -------- |
| arc-en-ciel | nwonsi                  |                           | niji           |          |
| érable      | kapyerute               |                           |                |          |
| orge        | munkyi                  |                           |                |          |
| rame        | kati                    |                           |                |          |
| saule       | yanakyi                 |                           |                |          |
| cheval      | muma                    | uma                       | muma           |          |
| neige       | yökyi                   | yukyi                     |                | yuki     |
| sourcils    | maywo                   | mayu                      |                | mayu     |

## Extinction et postérité
Les dialectes du vieux japonais oriental ont été remplacés par le dialecte de Kyōto (moyen japonais), le descendant du vieux japonais occidental durant la période de Heian (entre le VIIIe et le XIIe siècle),. Cependant, il existe encore des traces modernes de cette variété :
- la langue-relique hachijo, parlée dans les îles d'Izu, actuellement en voie d'extinction. Le vieux japonais oriental et le hachijo possèdent des caractéristiques communes introuvables dans les autres branches de la famille japonique[18] ;
- ainsi qu'un substrat au sein des dialectes japonais orientaux modernes, tels que le verbe sugos- ‘excéder’ (comparable au vieux japonais occidental sugus- de même sens), le suffixe impératif -ro, le suffixe attributif -ke sur les verbes adjectivaux ou -o sur les verbes, entre-autres[19].

## Une relation avec les langues ryūkyū?
Selon Maner Lawton Thorpe (1983), les correspondances phonologiques avec le vieux japonais occidental partagées avec les langues ryūkyū s'expliqueraient par la descendance d'une langue commune. Ainsi, il propose l'arbre phylogénétique suivant :
- Langues japono-ryūkyūanes
  - [Proto-]kyūshū
    - Langues ryūkyū
    - Vieux japonais de Kyūshū (non attesté)
    - Vieux japonais oriental

  - Vieux japonais occidental (du Kansaï)

Suivant son modèle, le vieux japonais occidental se serait séparé le premier, au cours du IVe – Ve siècle, puis la branche de Kyūshū se serait séparée trois ou quatre siècles plus tard. Par la suite, le Kantō aurait été peuplé par les locuteurs japoniques directement depuis Kyūshū, sans passer par le Japon central,.
Cependant, Alexander Koji Makiyama (2015) trouve les résultats de changements diachroniques en vieux japonais oriental de dénasalisation, de durcissement et de montée vocalique en comparaison avec les langues ryūkyū peu convaincants. En effet, il a trouvé :
- 12 attestations en vieux japonais oriental de dénasalisation qui pouvaient être attribuées au proto-ryūkyū, mais 10 d'entre elles correspondent en fait au marqueur du cas possessif -ga ;
- le durcissement n'est attesté que dans deux formes en vieux japonais oriental, contre une seule en proto-ryūkyū, *bakare, en plus du fait qu'il s'agit peut-être d'un emprunt[c] ;
- en ce qui concerne la montée vocalique, le changement du proto-japonique *ə en *o en proto-ryūkyū rend impossible certaines reconstructions. Seulement quatre formes en vieux japonais oriental pourraient correspondre à une forme proto-ryūkyū.

L'hypothèse d'un contact linguistique ou d'un apparentement est donc, en l'état des connaissances actuelles, seulement spéculative. Thomas Pellard (2015) considère également que cette hypothèse est improuvée.